# Blahbatuh
Blahbatuh ist ein Distrikt (Kecamatan) im Regierungsbezirk (Kabupaten) Gianyar der indonesischen Provinz Bali. Er liegt im Süden dieses Kabupaten und hatte Ende 2021 eine Fläche von rund 39 Quadratkilometern. Blahbatuh grenzt im Westen und Südwesten an den Kecamatan Sukaweti, im Norden an Tampaksiring sowie im Osten an Gianyar. Im Süden ist die Küste zur Balisee eine natürliche Grenze. Der Kecamatan besteht aus neun Dörfern und 67 Dusun/Lingkungan (Ortschaften).

## Bevölkerung

### Detaillierte Einwohnerzahlen
| Kode          | Dorf                   | Einwohner Census 2010 | Einwohner Census 2020 | Fläche (km²) Ende 2021 | Einwohner Ende 2021 | Dichte Einw. pro km² |
| ------------- | ---------------------- | --------------------- | --------------------- | ---------------------- | ------------------- | -------------------- |
| 51.04.02.2001 | Saba                   | 8.866                 | 10.108                | 6,35                   | 9.855               | 1.552,0              |
| 51.04.02.2002 | Pering                 | 8.389                 | 8.165                 | 6,62                   | 9.026               | 1.363,4              |
| 51.04.02.2003 | Keramas                | 8.425                 | 9.425                 | 4,3                    | 9.522               | 2.214,4              |
| 51.04.02.2004 | Belega                 | 5.195                 | 5.618                 | 2,53                   | 5.282               | 2.087,8              |
| 51.04.02.2005 | Blahbatuh              | 9.009                 | 10.377                | 2,82                   | 10.640              | 3.773,1              |
| 51.04.02.2006 | Buruan                 | 6.488                 | 7.469                 | 4,06                   | 6.880               | 1.694,6              |
| 51.04.02.2007 | Bedulu                 | 10.299                | 11.900                | 4,38                   | 11.280              | 2.575,3              |
| 51.04.02.2008 | Medahan                | 5.189                 | 6.199                 | 4,37                   | 6.133               | 1.403,4              |
| 51.04.02.2009 | Bona                   | 4.015                 | 4.832                 | 2,46                   | 4.649               | 1.889,8              |
| 51.04.02      | Kecamatan Blahbatuh000 | 65.875                | 74.093                | 37,88                  | 73.267              | 1.934,2              |
Ergebnisse aus Zählungen: 2010 und 2020 bzw. Fortschreibung

### Bevölkerungsentwicklung der letzten drei Halbjahre
| Datum      | Fläche (km²) | Einwohner | männlich | weiblich | Dichte (Einw./km²) | Sex Ratio |
| ---------- | ------------ | --------- | -------- | -------- | ------------------ | --------- |
| 31.12.2020 | 38,88        | 73.562    | 36.662   | 36.900   | 1.889,5            | 99,4      |
| 30.06.2021 | 38,88        | 73.684    | 36.742   | 36.941   | 1.895,2            | 99,5      |
| 31.12.2021 | 39,00        | 73.267    | 36.520   | 36.747   | 1.878,6            | 99,4      |Fortschreibungsergebnisse

## Sport
In Blahbatuh befindet sich das 25.000 Zuschauer fassende Kapten I Wayan Dipta Stadion, in dem der indonesische Erstligist und zweifache Meister Bali United spielt. Zudem werden dort auch Länderspiele der der indonesischen Fußballnationalmannschaft ausgetragen, zuletzt Anfang 2022 gegen die Nationalmannschaft Osttimors.